# 82-мм безоткатное орудие Б-10

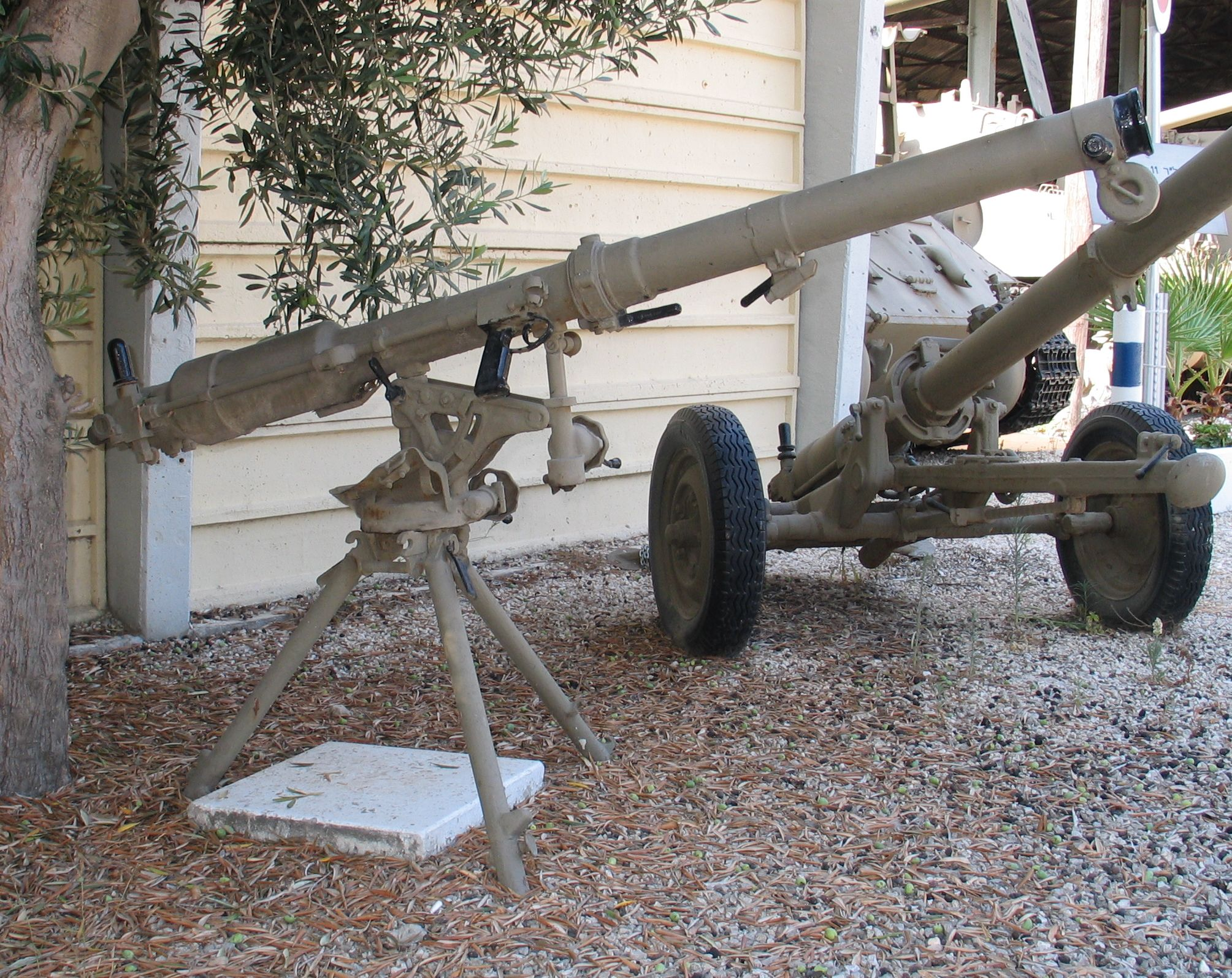

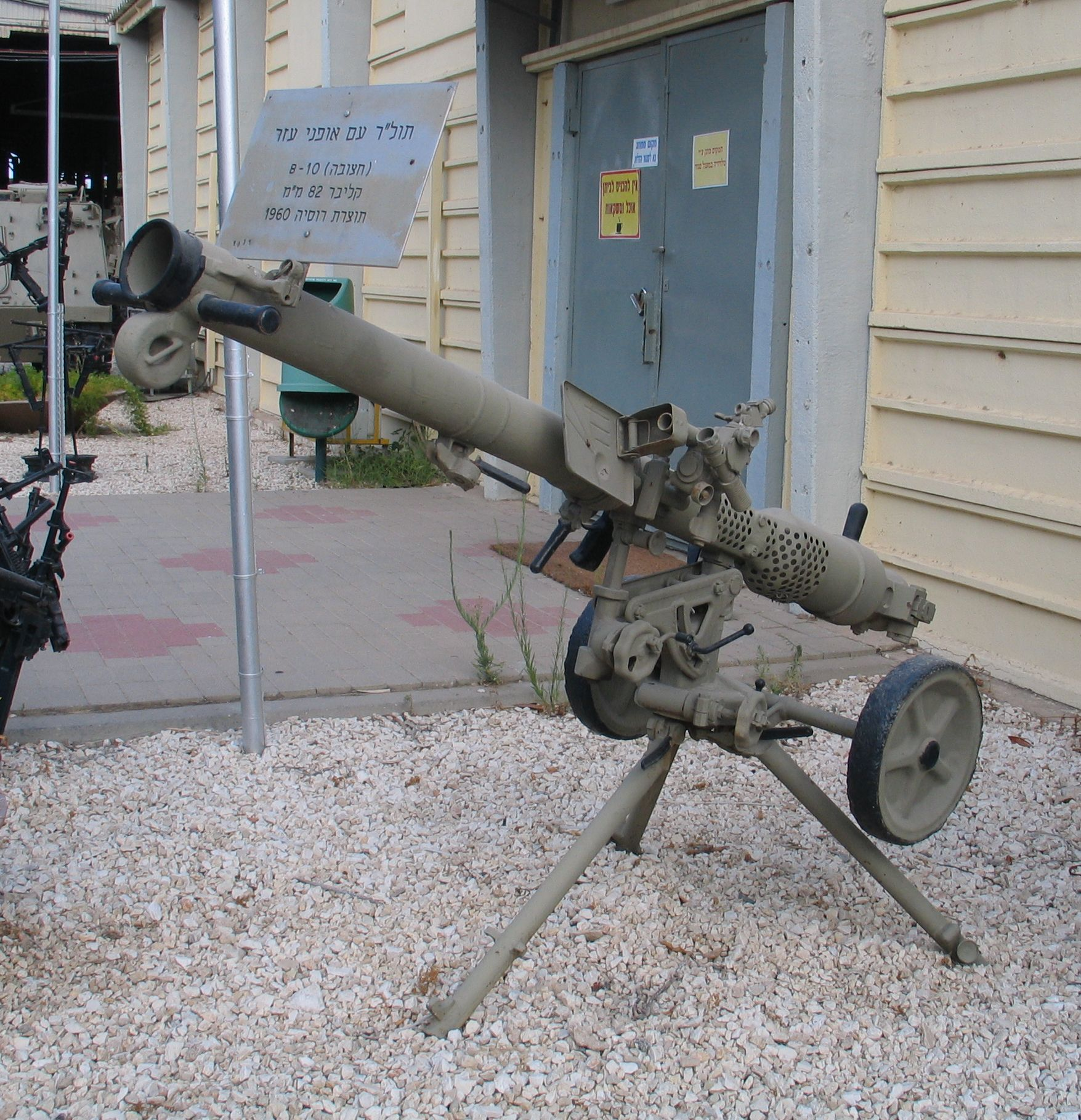

Б-10 — советское 82-мм безоткатное орудие.
В связи с неудовлетворённостью военных боевыми качествами станкового гранатомёта СГ-82, в начале 1950-х годов Министерством Обороны СССР в лице Главного артиллерийского управления (ГАУ) был объявлен конкурс по созданию 82 мм безоткатного орудия, весом не более 100 кг, бронепробиваемостью 200—250 мм, способностью к поражению живой силы и лёгких укреплений полевого типа противника на дальности не менее 4000 м. Разработка специального конструкторского бюро гладкоствольной артиллерии (СКБ ГА), была рекомендована к принятию на вооружение, начальник СКБ ГА Борис Иванович Шавырин по совместительству выполнял и обязанности главного конструктора.
Представляет собой безоткатное орудие, в котором использовался принцип динамореактивного орудия. Б-10 был принят на вооружение в 1954 году. Серийное производство было организованно на Тульском машиностроительном заводе, на котором Б-10 выпускалось до 1964 года. Оснащалось треногой-лафетом, который имел съёмный колёсный ход, с помощью которого орудие перемещалось силами расчёта на короткие расстояния.
Применялось в многочисленных локальных конфликтах, в 1956 году в ходе Венгерского восстания, войны во Вьетнаме. В настоящее время применяется сирийской армией против боевиков.
Несмотря на свои внушительные размеры, изредка применяется как ручное.

## На вооружении
- Алжир — 120 единиц на 2016 год[2]
- Ангола — 400 единиц Б-10/Б-11 на 2016 год[3]
- Народная Республика Болгария — на вооружении, после получения лицензии в 1956—1958 гг. начат выпуск
- Вьетнам — «Тип-65» на вооружении на 2016 год[4]
- Гвинея-Бисау — на вооружении, по состоянию на 2016 год[5]
- Иран — на вооружении, по состоянию на 2016 год[6]
- Камбоджа — на вооружении, по состоянию на 2016 год[7]
- Китай — на вооружении на 2016 год, выпускались под наименованием «Тип-65» и «Тип-65-1»[8]
- Намибия — на вооружении, по состоянию на 2016 год[9]
- Никарагуа — на вооружении, по состоянию на 2016 год[10]
- КНДР — 1700 единиц по состоянию на 2016 год[11]
- Мозамбик — на вооружении, по состоянию на 2016 год[12]
- Того — «Тип-65» на вооружении на 2016 год[13]
- Польша
- Сирия
- Эфиопия — на вооружении, по состоянию на 2016 год[14]
- Экваториальная Гвинея — на вооружении, по состоянию на 2016 год[15]

Также принято на вооружение стран: Египет, Северный Йемен.